# Thomas Neville (død 1471)
Thomas Fauconberg eller Thomas Neville, undertiden kaldet Thomas Bastarden, eller Bastarden af Fauconberg (1429 – 22. september 1471), var den naturlige søn af William Neville, Lord Fauconberg, som var en førende hærfører i Hundredårskrigen, og indtil han sluttede sig til sin fætter, Richard Neville ("Warwick Kongemageren") i et oprør mod en anden fætter, Edvard 4., tjente han Huset York i Rosekrigene.

## Tidlige liv
I sin ungdom var Thomas en bemærkelsesværdig sømand, der modtog City of Londons frihed i 1454 for sit arbejde med at holde den Engelske Kanal og Nordsøen fri for pirater. I dette var han tæt forbundet med sin fars slægtninge: Lord Fauconbergs ældre bror, Richard Neville, jarl af Salisbury var kommissær for havets beskyttelse i 1453–1455, og i 1455 blev Salisburys ældste søn Richard Neville, jarl af Warwick betroet denne opgave, med eneansvar for havets beskyttelse, en stilling, som han bevarede resten af sit liv.

## Rosekrigene
Neville-familien var Richard af Yorks vigtigste tilhængere og medvirkende til at hjælpe hans søn til tronen som Edvard 4. i 1461. For sin bistand blev lord Fauconberg belønnet med titlen jarl af Kent. Da han døde i 1463 uden en legitim mandlig arving, blev baroniet Fauconberg delt mellem hans tre døtre: Joan, Alice og Elizabeth.
I slutningen af 1460'erne fortsatte Thomas med at støtte sin fætter jarlen af Warwick, da der opstod spændinger mellem Warwick og Edvard 4. Da Warwick gjorde oprør og blev tvunget i eksil i 1470, sluttede Thomas sig til ham med flere væbnede skibe. Mens Warwick var i Frankrig og forhandlede en alliance med Lancaster-lederen Margrete af Anjou, overtog Thomas kommandoen over sin fætters skibe og hærgede den engelsk skibsfart.
I 1471 var Thomas Neville tilbage til søs for Lancaster-fraktionen og tjente under Warwick til forsvar af Henrik 6.'s styre, der havde genvundet tronen med Neville-familiens hjælp i 1470. Han blev bedt om at patruljere den Engelske Kanal mellem Dover og Calais for at afskære Edvard 4., som var flygtet til Burgund. Edvard undgik Lancaster-flåden og landede ved Ravenspur i Yorkshire. Warwick beordrede Neville til at vende tilbage fra havet og samle tropper i amtet Kent, hvor Warwick nød stor popularitet hos de utilfredse indbyggere. Men før disse forstærkninger kunne gribe ind, besatte Edvard London og tog Henrik 6. til fange og besejrede og dræbte Warwick i slaget ved Barnet den 14. april.
Med sin fætters død landede Thomas ved Sandwich og sendte sine skibe til at sejle rundt om Kent og op ad Themsen. Selv avancerede han over land mod London og samlede tropper på sin vej, og han modtog betydelig støtte fra Canterbury og dens borgmester Nicholas Faunt. I mellemtiden satte Edvard kurs mod vest for at tage sig af den Lancaster-hær, der rykkede frem fra West County. Den 4. maj triumferede han i slaget ved Tewkesbury og dræbte Edvard, prins af Wales, Edmund Beaufort, hertug af Somerset og John Beaufort, hertugens yngre bror, og tog dronning Margrete af Anjou til fange. Uvidende om disse begivenheder nåede Thomas Neville til Southwark, og den 14. maj skrev han til bystyret i London og bad om at få lov til at bringe sine mænd ind i byen. De nægtede, og han reagerede ved at brænde Southwark af.
Da London stadig nægtede ham adgang, forberedte han et angreb på byen fra tre sider. Han fjernede artilleriet fra skibene og placerede det på Themsens sydlige bred, så han kunne bombardere byen. Det meste af Nevilles hær blev sendt op ad floden for at krydse floden og vende tilbage for at angribe London ved Aldgate og Bishopsgate. En tredje deling ville forsøge at krydse London Bridge.
Hans angreb mislykkedes i sidste ende. Hans bombardement kunne ikke svække Londons forsvareres vilje, og angrebet på London Bridge blev slået tilbage af artilleriild, iværksat af Londons borgere ved deres ende af broen. Angrebet på Bishopsgate blev forstyrret af jarlen af Essex, der ankom, mens det var i gang. Den deling, der havde mest succes, var den ved Aldgate, som formåede at tvinge porten op, men blev slået tilbage af forsvarernes modangreb. Forfulgt trak Neville og hans hær sig så langt tilbage som Stratford og Blackwall, hvor de gik om bord på skibene og vendte tilbage til Kent.
Han drog derefter vestpå til Kingston upon Thames for at modsætte sig Edvard 4. Edward Woodville, Lord Scales, der holdt London for Edvard, kunne se faren for kongen, for Nevilles hær blev anslået til at være tyve tusind mand, og nye rekrutter var stadig ventet. Woodville sendte en besked til Neville om, at Edvard 4. var på vej ud af England, og fik ham således til at vende tilbage til Blackheath. Derfra rejste Neville med seks hundrede ryttere via Rochester til Sandwich, hvor han indså, at Lancaster-sagen var tabt. Edvard 4. marcherede mod Sandwich og erobrede tretten skibe med de fleste af Nevilles nærmeste tilhængere. Thomas Neville selv flygtede til Southampton, hvor kongen tog ham til fange. Kongen var så taknemmelig over for Londons borgmestre, at han slog borgmesteren, skriveren og andre rådmænd herunder Sir William Hampton, det følgende års Lord Mayor i London, til ridder.

## Død
Thomas Neville blev derefter ført til Middleham Castle i Yorkshire, hovedsædet for hans slægt, og halshugget den 22. september 1471. Hans hoved blev sat på London Bridge og 'med øjnene mod Kentward'. En bror siges at have været fange på samme tid, men det lykkedes ham at søge asyl i Beverley.